# Atom (textredigerare)
Atom är en text- och kodredigerare med öppen källkod för Windows, macOS och Linux som utvecklas av GitHub. Versionshanteringssystemet Git är integrerat och stöd för andra plugins skrivna i Node.js finns. Atom är baserat på Electron, tidigare Atom Shell som är ett ramverk som använder Node.js och Chromium för att skapa skrivbordappar. Det är utvecklat i CoffeeScript och Less.